# Veselînivka, Berezivka
Veselînivka (în ucraineană Веселинівка) este un sat în comuna Berezivka din raionul Berezivka, regiunea Odesa, Ucraina.

## Demografie
Componența lingvistică a localității Veselînivka
     Ucraineană (36,62%)
     Rusă (2,82%)
     Alte limbi (0,47%)
Conform recensământului din 2001, nu exista o limbă vorbită de majoritatea populației, aceasta fiind compusă din vorbitori de ucraineană (36,62%) și rusă (2,82%).